# دان دافين
دان دافين (بالإنجليزية: Dan Davin) هو جندي ومترجم وكاتب نيوزلندي، ولد في 1 سبتمبر 1913 في إقليم سوثلاند في نيوزيلندا، وتوفي في 28 سبتمبر 1990.